# Красногвардеец (завод)
Акционерное общество «Красногвардеец» — российский производитель медицинского оборудования, преемник крупнейших отраслевых предприятий Российской империи и СССР, Завода военно-врачебных заготовлений и Ленинградского завода «Красногвардеец» соответственно.
Основан на Аптекарском острове по приказу 1721 года Петра I как Мастеровая изба лекарских инструментов Ивана Султанеева. В 1760 году предприятие получило название Инструментальной фабрики, позже — Инструментального завода. В начале XIX века производство было расширено по инициативе президента Медико-хирургической академии Якова Виллие. Модернизацию продолжил возглавивший завод в 1829 году Илья Буяльский, при котором началось производство оловянной аптекарской посуды, шприцев и специальных хирургических наборов. Он же организовал при заводе музей хирургических инструментов. В 1841 — 1856 годах пост технического директора завода занимал новатор Николай Пирогов, оказавший большое влияние на ассортимент производимых изделий. Продукция завода получала награды первых Всемирных выставок. После объединения в 1896 году инструментально-хирургического, фармацевтического и перевязочного производств предприятие получило название Завод военно-врачебных заготовлений. 
Большой пожар 1899 года привёл к перестройке занимаемого заводом квартала между Аптекарским проспектом, Инструментальной улицей (получившей название от завода) и Аптекарской набережной. После начала Первой мировой войны численность рабочих и выпуск продукции были существенно увеличены. Осенью 1914 года состоявшее из женщин отделение производило за сутки 18 000 индивидуальных пакетов, 50 000 обыкновенных бинтов, 5000 ватных бинтов, 16 000 компрессов. В 1916 году в одном только перевязочном отделе работали 2500 человек. Во время революционных событий завод выставил полутысячный отряд Красной гвардии. Это привело к переименованию в 1922 году предприятия, в советское время известного как Ленинградский завод «Красногвардеец». После Великой Отечественной войны завод подвергся модернизации и расширению производства, был награждён орденами Ленина и Октябрьской Революции. В 1993 году завод стал акционерным обществом. Большинство зданий квартала, занимаемые теперь сторонними организациями, были построены в дореволюционное и советское время для завода.